# Ancistrosyllis commensalis
Ancistrosyllis commensalis är en ringmaskart som beskrevs av Gardiner 1976. Ancistrosyllis commensalis ingår i släktet Ancistrosyllis och familjen Pilargidae.
Artens utbredningsområde är Mexikanska golfen. Inga underarter finns listade i Catalogue of Life.